# Constantí II d'Imerècia
Constantí II era germà de Jordi I d'Imerècia i fill de Bagrat I Mtziré. Va succeir al seu germà a Imerècia i Xoropan. Va morir en la batalla de Xalaghan el 1401.